# Heaven (Bryan-Adams-Lied)
Heaven (engl. für: Himmel) ist eine Rock-Ballade des kanadischen Rocksängers Bryan Adams. Das Lied wurde von Bryan Adams und Jim Vallance geschrieben, produziert wurde das Stück von Adams mit Bob Clearmountain.
Der Titel erschien zunächst 1983 auf dem Soundtrack zum Film A Night in Heaven mit einer Länge von 4:02 Minuten. Auf dem Album Reckless wurde er im November 1984 in einer 4:03 Minuten langen Fassung veröffentlicht. Weiterhin erschien der Titel im April 1985 als Single, die in den USA zu einem Nummer-eins-Hit wurde.

## Entstehung
Das Lied wurde 1983 von Bryan Adams und Jim Vallance geschrieben. Adams nahm ein Demo auf, das neben Heaven auch Diana enthielt. Die endgültige Fassung des Liedes wurde am 6. und 7. Juni 1983 in den Avatar Studios (besser bekannt als Power Station Studios) in New York aufgenommen und sodann auf dem Filmsoundtrack veröffentlicht.
Adams dachte damals, Heaven passe nicht zu dem ein Jahr später aufgenommenen Album Reckless, der gleichen Meinung war auch Produzent Jimmy Iovine, der damals sehr eng mit Adams zusammenarbeitete. Iovine dachte, das Lied sei zu „nett“ für das Album. Also entschied man sich, Heaven nicht in der endgültigen Fassung des Albums einzuschließen, aber im letzten Moment änderte Adams seine Meinung, und Heaven schaffte es noch auf die Platte.
Während der Aufnahme-Session zu Heaven beendete der Schlagzeuger Mickey Curry seine Zusammenarbeit mit Adams, da ihm die Studioaufnahmen mit Hall & Oates besser gefielen. Die Aufnahmen zu Heaven wurden mit Steve Smith beendet, dem Schlagzeuger von Journey. Noch am selben Tag, an dem die Studioaufnahmen beendet wurden, übernahm Smith die Aufgabe von Curry als Schlagzeuger für die Aufnahmen von Adams. Während sie Heaven schrieben, waren Adams und Vallance von Journeys Musik beeinflusst.

## Musikvideo
Das Musikvideo wurde im Sommer 1985 in Vancouver gedreht. Die Regie übernahm Steve Barron. Im Video präsentiert Adams seine Ballade bei einem Konzert; hinter ihm befinden sich Bildschirme, wo Adams Band spielt. Das Video wurde für einen MTV Video Music Award in der Kategorie für die beste Kinematografie nominiert.

## Mitwirkende
- Bryan Adams – Piano, Perkussion, Gesang
- Keith Scott – Gitarre
- Rob Sabino – Keyboard
- Dave Taylor – Bass
- Steve Smith – Schlagzeug

## Rezeption
Heaven wurde von Musikkritikern größtenteils positiv aufgenommen. Mitte 1985 wurde Adams aufgrund des Erfolges von Heaven als „Meister der radiotauglichen Rockballade“ bezeichnet.

## Kommerzieller Erfolg

### Chartplatzierungen
| ChartsChartplatzierungen       | Höchstplatzierung | Wochen |
| ------------------------------ | ----------------- | ------ |
| Deutschland (GfK)              | 28 (10 Wo.)       | 10     |
| Schweiz (IFPI)                 | 14 (8 Wo.)        | 8      |
| Vereinigte Staaten (Billboard) | 1 (19 Wo.)        | 19     |
| Vereinigtes Königreich (OCC)   | 38 (5 Wo.)        | 5      |

| ChartsJahrescharts (1985)      | Platzierung |
| ------------------------------ | ----------- |
| Vereinigte Staaten (Billboard) | 24          |

### Auszeichnungen für Musikverkäufe
| Land/Region                  | Auszeichnungen für Musikverkäufe (Land/Region, Auszeichnung, Verkäufe) | Verkäufe |
| ---------------------------- | ---------------------------------------------------------------------- | -------- |
| Brasilien (PMB)              | Platin                                                                 | 60.000   |
| Dänemark (IFPI)              | Platin                                                                 | 90.000   |
| Italien (FIMI)               | Gold                                                                   | 35.000   |
| Kanada (MC)                  | Gold                                                                   | 50.000   |
| Neuseeland (RMNZ)            | Platin                                                                 | 30.000   |
| Spanien (Promusicae)         | Platin                                                                 | 60.000   |
| Vereinigtes Königreich (BPI) | Platin                                                                 | 600.000  |
| Insgesamt                    | 2× Gold · 5× Platin ·                                                  | 925.000  |

Hauptartikel: Bryan Adams/Auszeichnungen für Musikverkäufe

## Coverversion von DJ Sammy
Im Jahr 2001 veröffentlichte der spanische Musikproduzent DJ Sammy in Zusammenarbeit mit dem deutschen DJ Yanou und der niederländischen Sängerin Do eine Coverversion des Songs im Dance-Stil. Diese Version war ebenfalls erfolgreich, belegte Platz eins der britischen Charts und wurde dort für mehr als 1,2 Millionen Verkäufe mit einer doppelten Platin-Schallplatte ausgezeichnet. In Deutschland erreichte das Lied Rang zehn.

### Chartplatzierungen
| ChartsChartplatzierungen       | Höchstplatzierung | Wochen |
| ------------------------------ | ----------------- | ------ |
| Deutschland (GfK)              | 10 (13 Wo.)       | 13     |
| Österreich (Ö3)                | 16 (14 Wo.)       | 14     |
| Schweiz (IFPI)                 | 39 (12 Wo.)       | 12     |
| Vereinigte Staaten (Billboard) | 8 (27 Wo.)        | 27     |
| Vereinigtes Königreich (OCC)   | 1 (37 Wo.)        | 37     |

| ChartsJahrescharts (2002)      | Platzierung |
| ------------------------------ | ----------- |
| Deutschland (GfK)              | 81          |
| Vereinigte Staaten (Billboard) | 31          |

### Auszeichnungen für Musikverkäufe
| Land/Region                  | Auszeichnungen für Musikverkäufe (Land/Region, Auszeichnung, Verkäufe) | Verkäufe  |
| ---------------------------- | ---------------------------------------------------------------------- | --------- |
| Australien (ARIA)            | Platin                                                                 | 70.000    |
| Frankreich (SNEP)            | Silber                                                                 | 125.000   |
| Neuseeland (RMNZ)            | Platin                                                                 | 10.000    |
| Norwegen (IFPI)              | Gold                                                                   | 5.000     |
| Vereinigte Staaten (RIAA)    | Gold                                                                   | 500.000   |
| Vereinigtes Königreich (BPI) | 2× Platin                                                              | 1.200.000 |
| Insgesamt                    | 1× Silber · 2× Gold · 4× Platin ·                                      | 1.910.000 |

Hauptartikel: Bryan Adams/Auszeichnungen für Musikverkäufe

## Weitere Coverversionen (Auswahl)
- Jessica und Tiffany (2008)
- Jason Aldean (2009)
- Pitbull feat. Nayer (2009)
- DJ Manian (2010)
- Bryce feat. J-Malik (2013 als We’re in Heaven)
- Dash Berlin feat. Do (2016)
- Exit Eden (2017)